# Le Monde perdu (Michael Crichton)
Pour les articles homonymes, voir Le Monde perdu et Lost World (homonymie).
Le Monde perdu (titre original : The Lost World) est un roman de Michael Crichton, publié aux États-Unis en 1995. C'est la suite de Jurassic Park du même auteur paru en 1990. 
Six ans après les événements de Jurassic Park, le mathématicien Ian Malcolm prend part à une expédition de secours pour retrouver le paléontologue Richard Levine sur Isla Sorna, aussi connue sous le nom de Site B. Sur cette île voisine de l'ancien parc de John Hammond, les dinosaures jadis recréés à partir de leur ADN fossilisé vivent en totale liberté, formant un écosystème unique...
Le roman a été adapté au cinéma par Steven Spielberg en 1997 sous le titre Le Monde perdu : Jurassic Park.

## Intrigue

### Structure du roman
Le roman s'ouvre par trois citations placées en épigraphe : une de Albert Einstein, une du biologiste théoricien Stuart Kauffman, et une du personnage fictif Ian Malcolm (protagoniste du roman). Après une introduction (« Extinction à la limite KT »), puis un prologue (« La vie au bord du chaos »), il se divise en 75 courts chapitres. Ces chapitres sont divisés en sept parties plus vastes par sept diagrammes mathématiques représentant les états successifs d'une fractale. Ces diagrammes représentent les calculs effectués par Ian Malcolm qui suivent la formation d'éléments perturbateurs formant le « chaos ».

### Résumé
1995. Depuis quelque temps, d'étranges phénomènes surviennent sur les côtes du Costa Rica : des cadavres d'animaux reptiliens inconnus viennent s'échouer sur les plages et sont aussitôt brûlés par l'armée, qui redoute une pandémie. Le scientifique américain Richard Levine découvre que ces carcasses portent des émetteurs radio comme des animaux d'élevage. Ces derniers proviendraient d'un mystérieux « Site B ». Levine concentre ses recherches sur un chapelet d'îles privées appelé Las Cinco Muertes (les Cinq Morts) regroupant Isla Matanceros, Isla Muerta, Isla Pena, Isla Tacaño et Isla Sorna. La rumeur court en Amérique Centrale qu'une équipe de généticiens aurait réussi à recréer des dinosaures sur l'une de ces îles, avant de devoir les relâcher dans la nature après un terrible incident.
À l'Institut de Santa Fe, Levine tente de convaincre le mathématicien Ian Malcolm et l'éthologue Sara Harding de chercher avec lui cet hypothétique « Monde perdu », mais ces derniers déclinent son offre. Levine ne se doute pas que Malcolm en sait beaucoup plus que lui sur la question, car il est un rescapé de Jurassic Park, un projet démesuré de la société de biotechnologie InGen visant à cloner des animaux préhistoriques pour les parquer dans une réserve située sur Isla Nublar. Un sabotage du parc, suivi de la mort de plusieurs personnes, a conduit la société, dirigée par le milliardaire John Hammond, à fermer, l'incident s'étant déroulé il y a maintenant 6 ans. Isla Nublar est aujourd'hui déserte après avoir été bombardée par l'armée, mais il semblerait que des dinosaures survivent sur une autre île comme en témoignent les recherches de Levine. Ayant réuni assez de preuves sur la localisation de ce « Site B », ce dernier finit par s'y rendre par ses propres moyens, en compagnie d'un guide local mal préparé. Les deux hommes disparaissent dans la jungle...

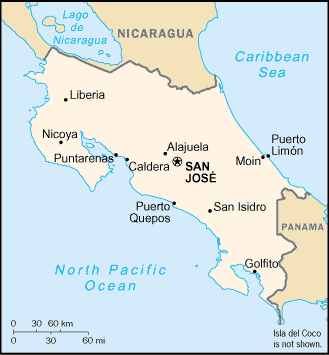
Le paléontologue Richard Levine disparait au large du Costa Rica...
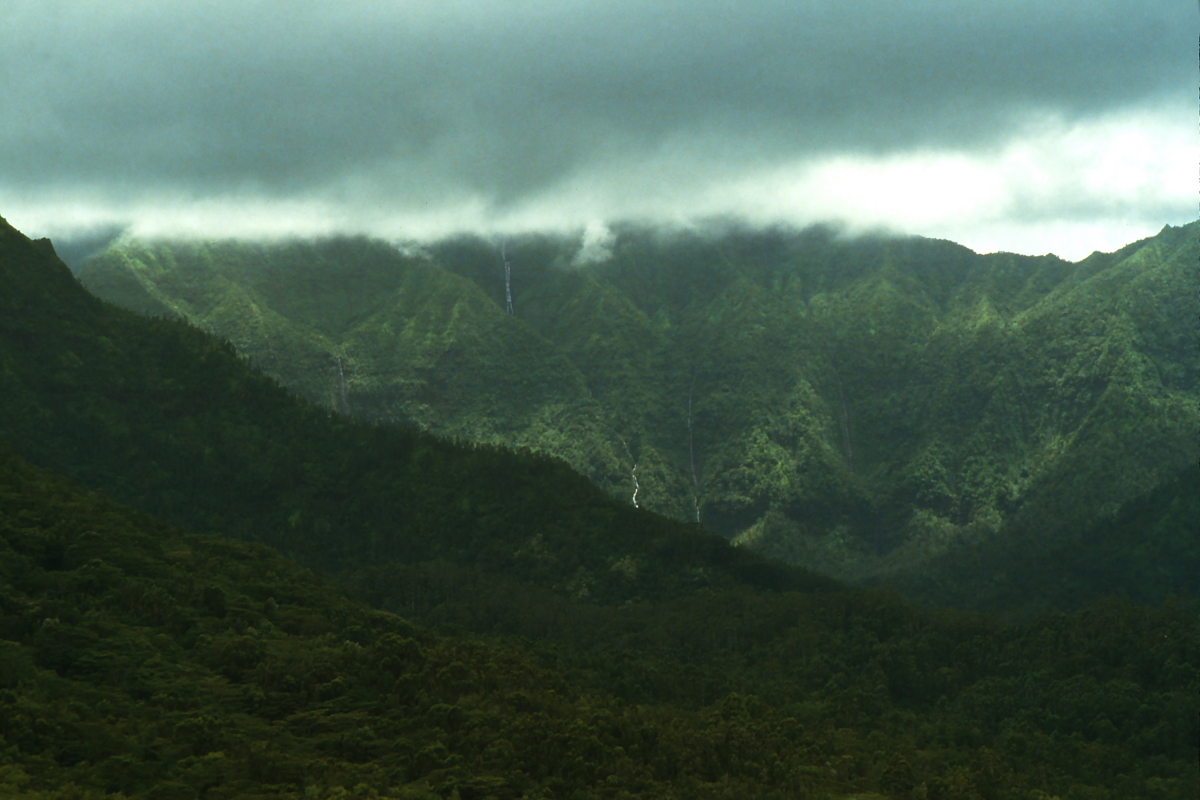
...Alors qu'il recherchait un hypothétique « Monde perdu »...
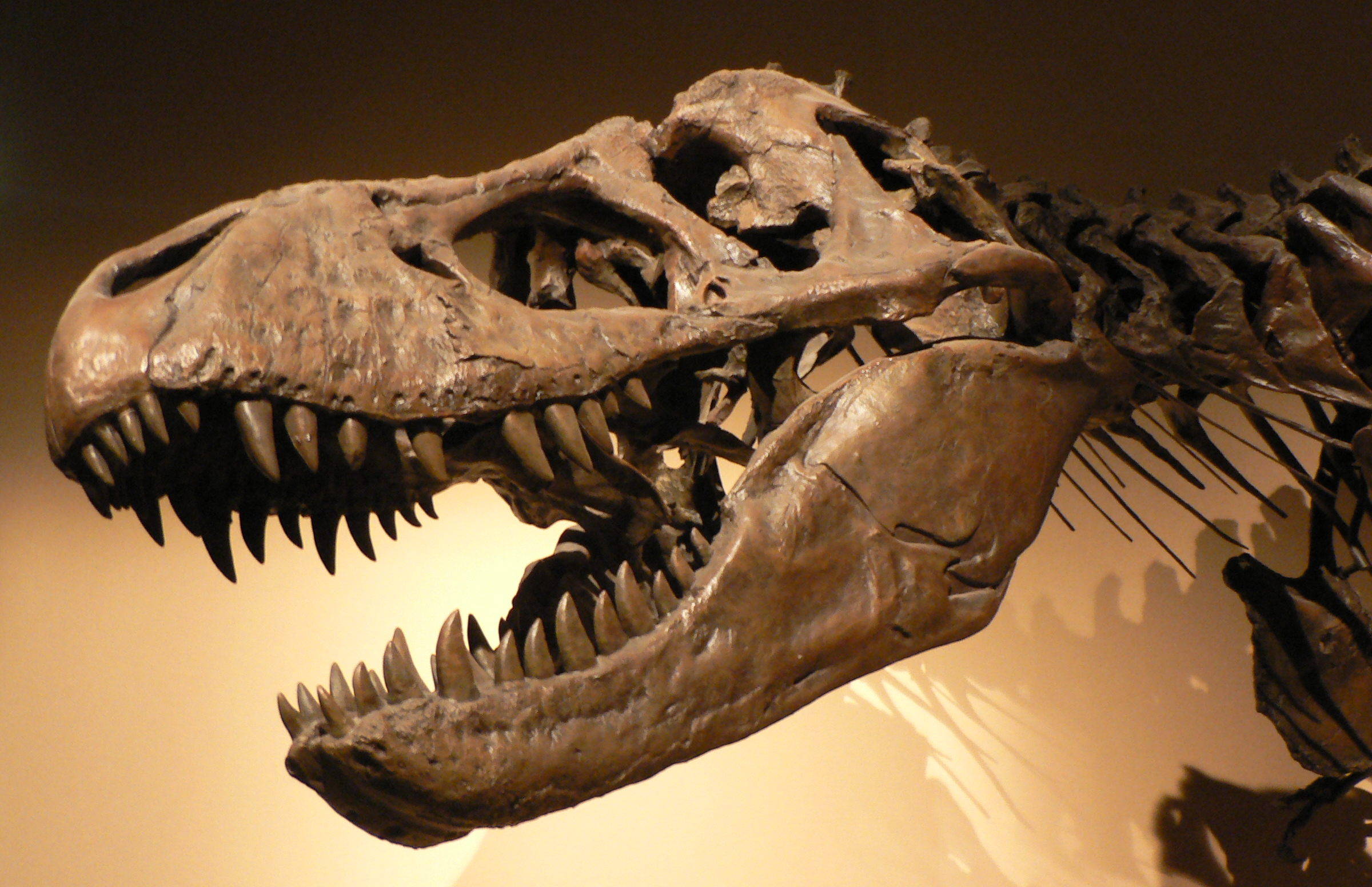
... où des espèces préhistoriques jadis recréées par la Science vivraient aujourd'hui en totale liberté.

Malcolm découvre l'expédition de Levine et parvient à localiser l'île dans l'appartement de Levine : il s'agit d'Isla Sorna, appartenant autrefois à une compagnie minière allemande depuis son rachat par InGen. Le mathématicien monte une expédition de secours pour retrouver son collègue, avec l'aide des experts en matériel Doc Thorne et Eddie Carr. Deux étudiants de Levine, Arby et Kelly, joignent le groupe à l'insu de ce dernier en se cachant dans une caravane.
L'expédition de Malcolm trouve sur l'île des dinosaures évoluant en totale liberté, mais dans un équilibre fragile. Ils retrouvent Levine en vie, occupé à étudier le comportement des animaux, le guide étant mort. Ils réunissent des informations sur ce « Site B » dans un gigantesque complexe à l'abandon : c'est sur cette île que les animaux étaient clonés et élevés par InGen avant d'être transférés dans le parc de John Hammond destiné aux touristes, mais après l'incident du parc, l'ile fut également abandonnée et les animaux sont devenus libres. Cette île est aussi la face cachée, honteuse, du projet utopique du milliardaire. Car contrairement à ce que ce dernier affirmait, le projet de redonner vie à des animaux d'un autre âge a connu de cuisants échecs avant d'être opérationnel, comme un taux élevé de mortalité et la propagation d'un prion inconnu, le DX. 
Les hommes découvrent Arby et Kelly dissimulés dans la caravane. Au même moment, un autre groupe, composé de Lewis Dodgson, de Howard King et de George Baselton, qui ont découvert également l’île et son secret, se rend sur Isla Sorna pour y voler des œufs de dinosaures pour Biosyn, déjà responsable par le passé du sabotage industriel de Jurassic Park par Nedry sous les ordres de Dodgson. À Puerto Cortés, Sarah Harding, arrivant tout juste d'une mission en Afrique pour rejoindre l’expédition de Malcolm, fait la rencontre de Dodgson, qui s’apprête à lever l'ancre pour l'île, Sarah embarque sur le bateau. Une fois que le bateau arrive en vue des falaises déchiquetées du « Site B », Sarah est jetée par-dessus bord et laissée pour morte. Le courant la rejette au cœur de l'île...
La tentative de dérober des œufs à un couple de Tyrannosaurus Rex se solde par un échec. Baselton perd la vie, tandis que Dodgson et King sont séparés. Dans leur fuite, ils blessent un bébé Tyrannosaure, qui est récupéré par l'équipe de Malcolm pour être soigné à bord de leur caravane. Les parents du bébé débarquent et attaquent le véhicule. Malcolm se retrouve gravement blessé et mis sous morphine. 
Les deux groupes rivaux sont pourchassés par les féroces prédateurs de l'île. Alors que King et Eddie sont dévorés par les Velociraptors, et que Dodgson finit entre les mâchoires des T-Rex; Levine, Malcolm et Sarah découvrent que les dinosaures sont condamnés à une nouvelle extinction par le DX, qui se transmet entre espèces par les Procompsognathus nécrophages. Les savants, accompagnés de Arby et Kelly, sont émerveillés mais aussi terrifiés par ce « Monde Perdu ». Après avoir quitté l'île par bateau, laissant les dinosaures encore vivants à leur avenir incertain, ils engagent une réflexion sur la théorie de l'évolution, les dangers du pouvoir génétique et la nature destructrice de l'Homme...

## Personnages
- Ian Malcolm : Mathématicien spécialisé dans la théorie du chaos. Il travaille sur la théorie du « bord du chaos » qui est une application directe de la théorie du chaos sur l’évolution animale. Six ans après avoir réchappé à la catastrophe Jurassic Park, il part sur Isla Sorna pour étudier sa théorie en observant le comportement des animaux disparus et retrouver le professeur Richard Levine. À la fin du roman, il se fait broyer les côtes par un Galimimus et développe un début d'addiction à la morphine. Il a une relation amicale avec Sarah Harding, bien qu'il soit supposé à deux reprises qu'ils aient eu une courte liaison par le passé.

Il est supposé mort dans les dernières pages du roman "Jurassic Park" (les autorités interdisant "l'inhumation de Malcolm et Hammond"), l'auteur utilise le prétexte d'une fake news diffusée par plusieurs agences de presse au début du roman "Le monde perdu" pour expliquer la survie du personnage dans la suite.
- Sarah Harding : Zoologiste de renommée mondiale, spécialiste des fauves, elle est principalement connue pour avoir étudié le comportement des hyènes dans leur milieu naturel. C'est une amie de longue date du professeur Malcolm. Son père est vétérinaire, le lecteur peut supposer qu'il s'agit du vétérinaire Harding qui apparaissait dans le roman Jurassic Park, mais ce point n'est pas approfondi.

- Richard Levine : Riche paléontologue de renommé mondiale, à l'origine de l'expédition sur le « Site B ». Il a financé l'intégralité du projet dans le but d'observer des dinosaures dans un milieu naturel, un « Monde perdu ». Il a de grandes connaissances mais il est aussi borné, arrogant, et maladroit sur le terrain, ce qui le conduit souvent à énerver les autres membres de l'équipe.

- Jack Thorne : Ancien professeur de génie civil à l'université Stanford à la retraite, il est aujourd'hui le patron de la Thorne Mobile Field System. C'est lui et son équipe qui ont créé les véhicules Challenger et Explorer qui servent à l'expédition. Il rejoint la troupe avec son assistant Eddie Carr en tant que mécanicien. Il est courageux et débrouillard.

- Eddie Carr : Assistant du Dr Thorne. Il rejoint l'expédition comme chauffeur. Ingénieux et aussi entreprenant que son patron, il finira dévoré par les Vélociraptors, mais ses initiatives personnelles sauveront plusieurs membres de l'équipe.

- R.B. « Arby » Benton : Riche afro-américain de 11 ans, il est surdoué et passionné d’informatique. Ils embarque clandestinement avec sa camarade de classe, Kelly, dans le véhicule de Thorne.

- Kelly Curtis : Camarade de classe de Arby. Elle veut aider le groupe de Ian Malcolm à retrouver le professeur Levine sur une île du Pacifique.

- Lewis Dodgson : Directeur du département de recherche de la compagnie de biotechnologie Biosyn. Après avoir trouvé la localisation du « Site B » en espionnant Malcolm et Levine, il s'y rend avec une équipe pour voler des œufs de dinosaures. Il avait déjà tenté de s'emparer des embryons par le biais de Dennis Nedry lors de la catastrophe de Jurassic Park. Il s'est auto-persuadé de la légitimité du vol de technologie par l'espionnage industriel en le justifiant comme une "démarche d'amélioration" des technologies volées. Désabusé, sans scrupules et prêt à aller jusqu'au meurtre pour arriver à ses fins, il finira broyé entre les mâchoires des bébés Tyrannosaurus.

- Howard King : Assistant de Dodgson chez Biosyn. Jeune et ambitieux, il est cependant influençable et ne suit son patron que par intérêt. Il découvrira peu à peu le vrai visage de son patron, et mourra dévoré par les raptors en essayant de s'enfuir seul.

- Baselton : Troisième membre de l'équipe de Dodgson, c'est un paléontologue controversé qui tente de se faire un nom en suivant Dodgson. Personnage peu développé dans le roman, c'est le premier de l'équipe de Dodgson à mourir, dévoré par les T-Rex.

## InGen
International Genetic est une entreprise de biotechnologie dirigée par le milliardaire John Hammond. Dans les années 1980, les généticiens de la société ont réussi à cloner des dinosaures grâce à une technique d'extraction d'ADN retrouvé dans de lʼambre fossilisée. Les animaux sont parqués dans des enclos, comme de vulgaires attractions touristiques, dans le parc à thème Jurassic Park situé sur Isla Nublar, au large du Costa Rica. 
En 1989, avant l'ouverture officielle au public, Hammond convie le paléontologue Alan Grant, la paléobotaniste Ellie Sattler, le mathématicien Ian Malcolm, ainsi que Donald Gennaro, l'avocat qui représente les actionnaires du parc, à visiter l'île. Sont également du voyage Tim et Lex Murphy, les deux petits-enfants du milliardaire, en tant que visiteurs privilégiés. Mais l'aventure tourne au cauchemar lorsque l'informaticien Dennis Nedry tente de dérober des embryons pour Byosin une compagnie rivale pour laquelle travaille Lewis Dodgson. Dans sa fuite, Nedry désactive les clôtures électriques, permettant ainsi aux dinosaures de semer le chaos...Le projet Jurassic Park se solde par la mort de plusieurs personnes, dont John Hammond, et mene la société InGen à la faillite. Isla Nublar est bombardé par la Garde Nationale.

### Isla Sorna, ou le Site B
Isla Sorna ou « l'île sarcastique » est une île d'origine volcanique appartenant à InGen après avoir été rachetée à une compagnie minière allemande. Elle se situe à plusieurs centaines de kilomètres des côtes Ouest du Costa Rica, dans l'archipel des « Las Cinco Muertes » (Les Cinq Morts).
Le Site B fut durant longtemps le lieu d'expérience et de tests de clonage des dinosaures qui étaient retenus en captivité pendant quelques mois dans les laboratoires jusqu'à leur transport dans les enclos de Jurassic Park, sur Isla Nublar. Après la prolifération d'un prion inconnu, le DX, ainsi que la fermeture définitive du parc, le personnel libéra la totalité ou presque des dinosaures de l'île, créant ainsi un tout nouveau écosystème.

### Espèces apparaissant dans le roman
- Ornitholestes
- Mussaurus
- Carnotaurus (avec une surprenante capacité de camouflage)
- Procompsognathus
- Tricératops
- Hypsilophodon
- Parasaurolophus
- Stegosaurus
- Apatosaurus
- Tyrannosaurus
- Gallimimus
- Velociraptor (plus proche de Deinonychus)
- Pachycephalosaurus
- Maiasaura

## Hommage à Sir Arthur Conan Doyle

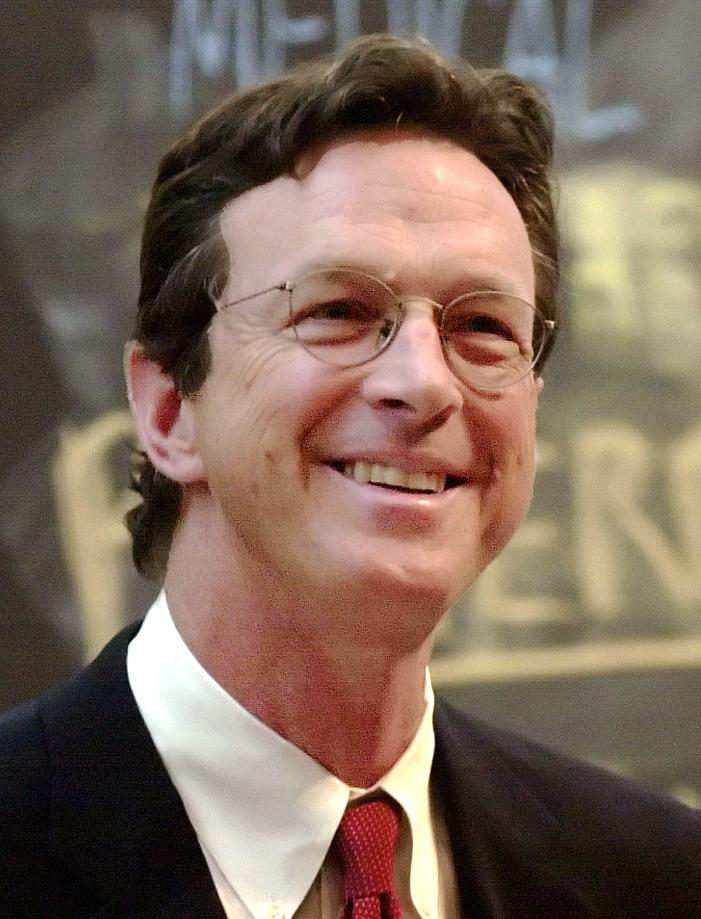
Michael Crichton, auteur de Jurassic Park

Le titre est une référence à Sir Arthur Conan Doyle et son roman d'aventure Le Monde perdu paru en 1912, récit d'une expédition sur un haut-plateau peuplé de créatures préhistoriques. Crichton fait même mention d'un paléontologue fictif nommé John Roxton, qui est le nom d'un personnage du roman de Conan Doyle. L'un des véhicules de l'expédition se nomme Challenger, comme le professeur qui apparaît dans le roman de Conan Doyle.

## Adaptation cinématographique

Logo français du film Le Monde perdu : Jurassic Park sorti en 1997.

- 1997 : Le Monde perdu : Jurassic Park (The Lost World: Jurassic Park), film américain réalisé par Steven Spielberg, avec Jeff Goldblum, Julianne Moore, Pete Postlethwaite et Richard Schiff. Scénarisé par David Koepp, c'est la suite de Jurassic Park, du même réalisateur, sorti en 1993. Le titre de la franchise fut rajouté pour éviter toute possibles confusions avec les adaptations du roman de Conan Doyle.

Même si le film conserve une trame plus ou moins fidèle au roman, il subsiste de nombreuses différences en plus de certains ajout, comme des scènes du premier roman non-adaptés dans le premier.

### Différences entre le roman et le film
- Dans le roman de Crichton, Ian Malcolm monte une expédition pour retrouver le paléontologue Richard Levine, qui veut étudier des dinosaures dans un milieu naturel, un « Monde perdu ». Dans l'adaptation de Spielberg, Levine n'existe pas. Malcolm est directement contacté par John Hammond (qui est toujours vivant contrairement au roman) pour prendre part à une expédition similaire.
- Dans le roman, Sarah Harding et le professeur Malcolm sont de simples amis. Dans le film, ils sont en couple.
- Le personnage de Arby n'apparaît pas dans le film. Il est fusionné avec celui de Kelly, qui devient ainsi la fille afro-américaine de Malcolm. Elle se cache dans la caravane de l’expédition tout comme dans le roman.
- Dans le scénario du film, Doc Thorne est absent et Eddie Carr est le patron de la société d'équipement fabriquant les véhicules.
- Nick Van Owen, photographe et militant écologiste, n'apparait pas dans le roman de Crichton.
- La sous-intrigue de l'expédition de Lewis Dodgson pour voler des œufs de dinosaures est totalement modifiée dans le film. Le dirigeant de Byosin (pourtant présent dans le premier Jurassic Park, mais dans un rôle secondaire et n'apparaissant que brièvement dans une scène) est remplacé par Peter Ludlow, son équivalent, le neveu de John Hammond fraîchement nommé à la tête de InGen. L'homme d'affaires engage un groupe de chasseurs pour emporter les dinosaures du « Site B » à destination d'un nouveau parc, à San Diego même. Rien de tout cela n'est dans le roman (InGen ayant fermé ses portes), mais les personnages de Ludlow et Dodgson connaîtront le même sort. De fait dans l'univers de la saga de film, Dogdson survit.
- Toute la troisième partie du film de Spielberg, dans laquelle un T. rex s'échappe d'un cargo pour semer la panique à San Diego, n'est pas dans le roman de Crichton.
- Le virus DX n'est jamais mentionné dans l’adaptation cinématographique. Les dinosaures sont florissants par l'apport naturel en lysine et ne sortent pas de l'île.
- Dans le film, la plupart des espèces ne sont pas reprises, certaines étant déjà apparues dans le premier roman, alors que d'autres ont été ajoutées, comme le mamenchisaurus, le ptéranodon et le compsognathus (qui remplace le Procompsognathus). Les espèces reprises sont : Tyrannosaure, vélociraptor, Tricératops, stégosaure, pachycéphalosaurus, parasaurolophus et galliminus. À noter que ces deux dernières espèces étaient déjà apparues dans le premier film alors qu'elles étaient absentes du premier roman (le film étant sorti avant le deuxième roman, peut-être que l'auteur a décidé de reprendre ces créatures). L'Apatosaurus apparaîtra finalement dans le quatrième et cinquième film de la saga tandis que le Carnotaurus apparaîtra dans le cinquième film, sans sa capacité de camouflage, qui sera reprise pour l'Indominus rex du quatrième film.
- Le roman s'ouvre sur la destruction de cadavres de dinosaures par l'armée alors que le film s'ouvre par l'attaque d'un dinosaure sur une fillette, ce qui est une scène du premier roman. Il avait d'ailleurs été prévu de l’adapter dans le premier film, mais la scène fut supprimée du script, Spielberg l'ayant jugé trop effrayante.